# Bécsi S-Bahn
A bécsi S-Bahn az osztrák főváros, Bécs elővárosi vasúthálózata, szokásos német megnevezéssel S-Bahn (a Schnellbahn – am. gyorsvasút – rövidítve).  A hálózaton a forgalom 1962. január 17-én indult meg, jelenleg kilenc vonalból áll, melyen 50 állomás és megálló található. Napjainkban napi 300 ezer ember veszi igénybe az S-Bahn vonatait.

## AzS-Bahn-Stammstrecke, a Wien Meidling–Wien Floridsdorf-szakasz
A Stammstrecke („törzsvonal”) a bécsi S-Bahn járatai által közösen használt 13,3 km-es szakasz.
Délről nyugat felé haladva az alábbi állomások találhatóak rajta:
- Wien Meidling
- Wien Matzleinsdorfer Platz
- Wien Hauptbahnhof (korábbi Südtiroler Platz)
- Wien Quartier Belvedere (korábbi Wien Südbahnhof 21. és 22. vágányai)
- Wien Rennweg
- Wien Mitte (Landstraße)
- Wien Praterstern
- Wien Traisengasse
- Wien Handelskai
- Wien Floridsdorf

Számos, de nem az összes járat keresztülhalad a Stammstreckén, 3-6 perces ütemmel csúcsidőben.

## Vonalak

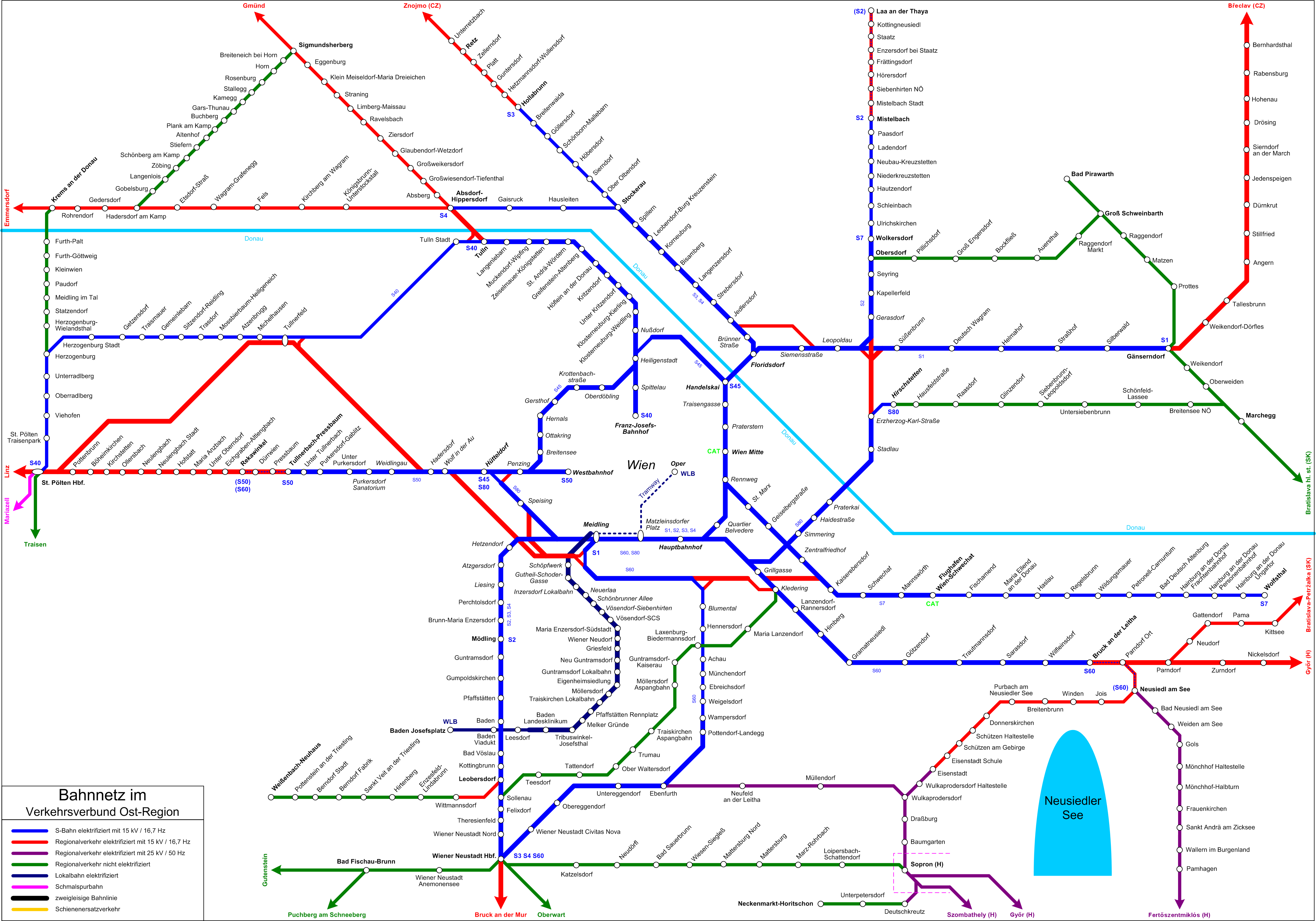
Bécs és környéke S-Bahn hálózatának sematikus térképe

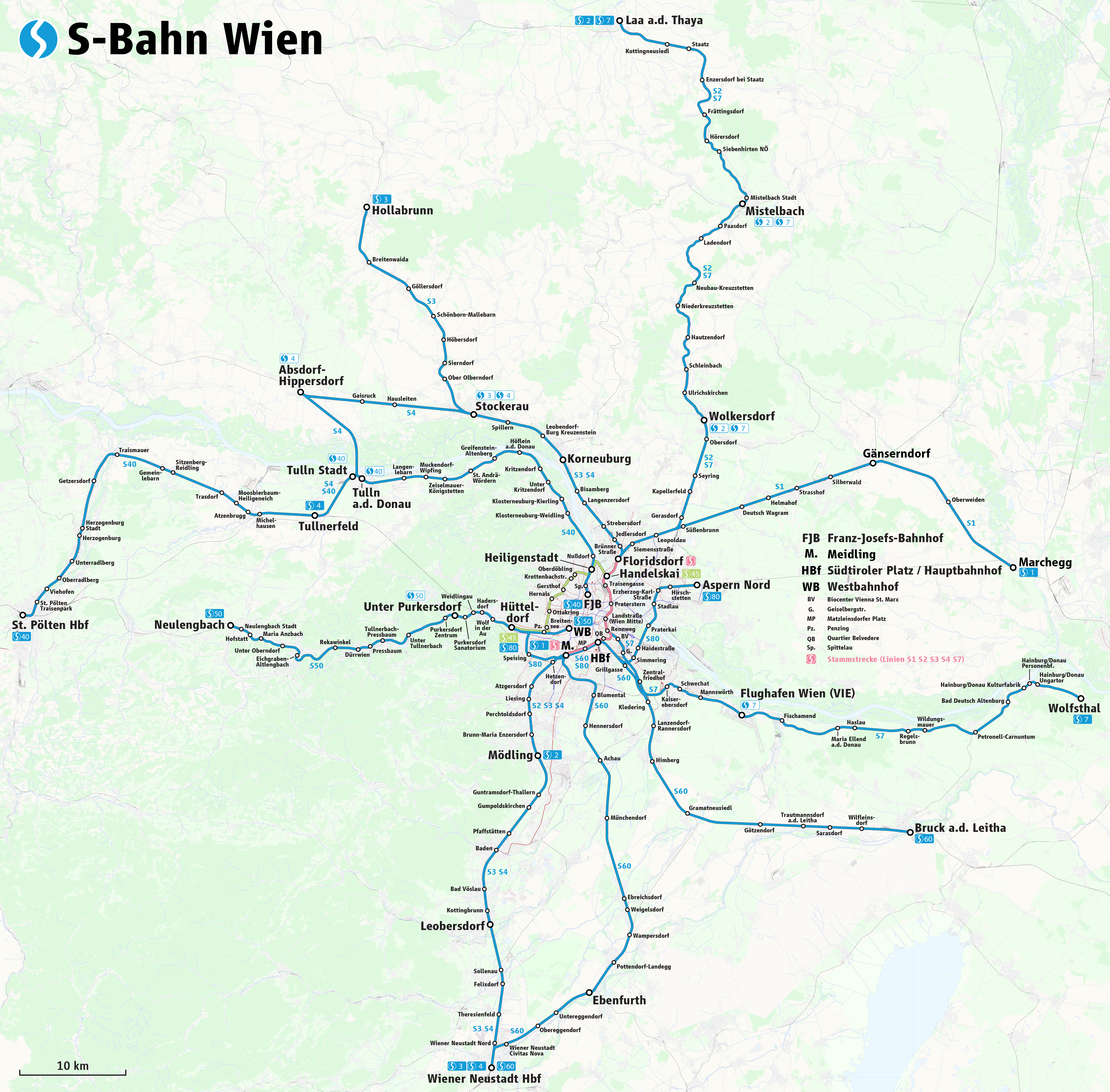
A vonalak tényleges elhelyezkedése a városban és körülötte

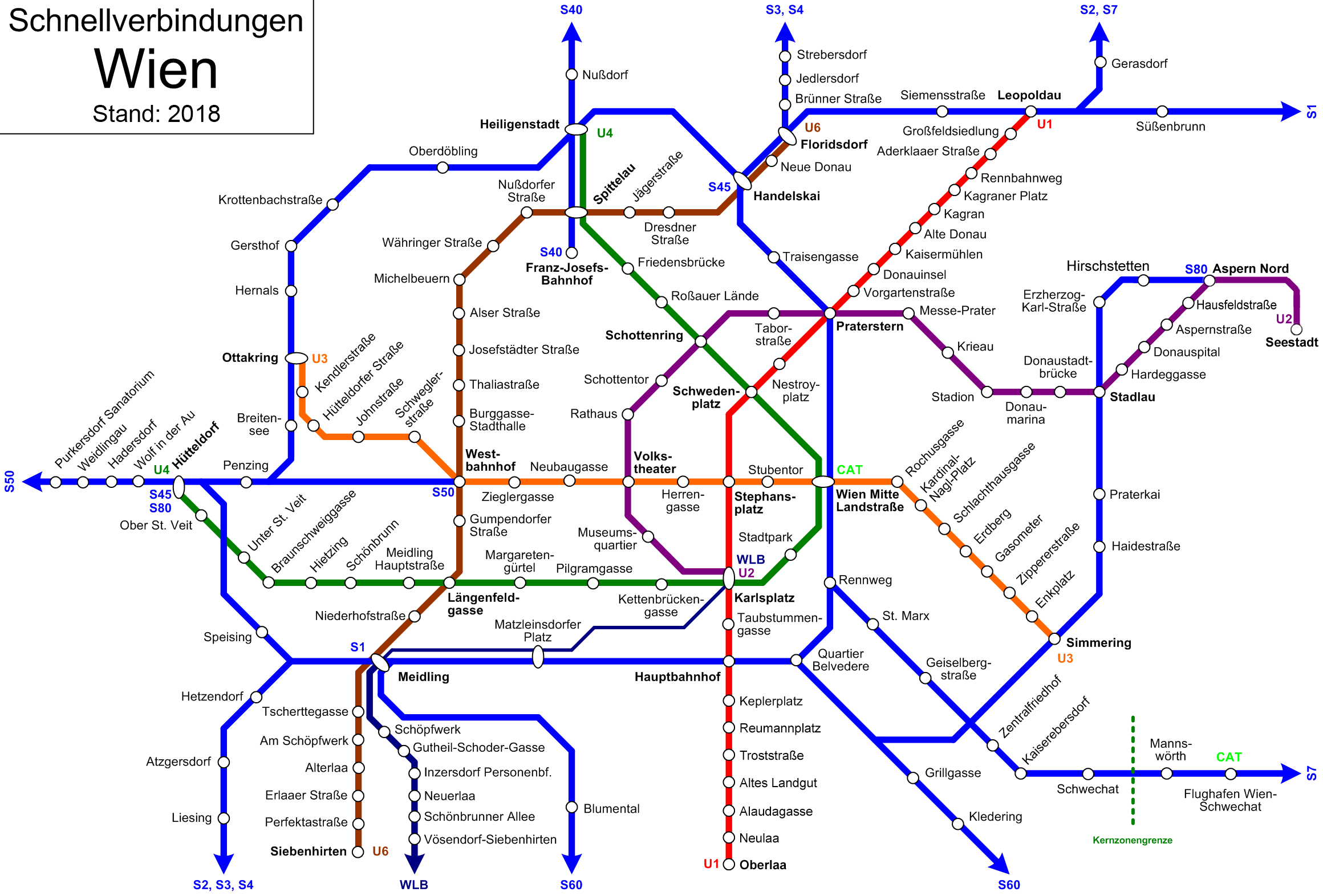
A bécsi S-Bahn, a WLB, a CAT és a metró vonalai egy térképen

Az S-Bahn vonalai normál nyomtávolságúak, és végig villamosítottak 15 kV 16,7 Hz-cel. A vonatok 30-60-120 percenként járnak, ütemesen. A közlekedés rendje a bécsi főpályaudvar (Wien Hauptbahnhof) 2014-ben történt teljeskörű átadása után, illetve részben 2015-ben megváltozott.
| Viszonylatok | Viszonylatok | Viszonylatok | Viszonylatok |
| Járat        | Útvonal és ütem (percben) | Vasútvonal |              |
| ------------ | --- | --- | ------------ |
| S1           | Wien Meidling – 30′ – Gänserndorf – 60′ – Marchegg | Stammstrecke – Nordbahn – Marchfeldbahn                                                                                      |              |
| S2           | Mödling – 30′ – Wien Rennweg – 30′ – Wien Floridsdorf – 30′ – Wolkersdorf – 60′ – Mistelbach (– Laa an der Thaya)                                        | Südbahn – Stammstrecke – Nordbahn – Laaer Ostbahn                                                                            |              |
| S3           | Wiener Neustadt Hbf – 60′ – Leobersdorf – 30′/60′ – Mödling – 30′ – Wien Floridsdorf – 30′ – Stockerau – 60′ – Hollabrunn                                | Südbahn – Stammstrecke – Nordbahn – Nordwestbahn                                                                             |              |
| S4           | Wiener Neustadt Hbf – 60′ – Leobersdorf – 30′/60′ – Mödling – 30′ – Wien Floridsdorf – 30′ – Stockerau – ≈60′/120′ – Absdorf-Hippersdorf (– Tullnerfeld) | Südbahn – Stammstrecke – Nordbahn – Nordwestbahn – Absdorf–Stockerau-vasútvonal (– Ferenc József-vasút – Tullnerfelder Bahn) |              |
| S7           | Wolfsthal – 60′ – Flughafen Wien – 30′ – Wien Rennweg – 30′ – Wien Floridsdorf – 30′/60′ – Wolkersdorf – 60′ – Mistelbach – 60′ – Laa an der Thaya       | Pressburger Bahn – Donauländebahn – Aspangbahn – Stammstrecke – Nordbahn – Laaer Ostbahn                                     |              |
| S40          | Wien Franz-Josefs-Bahnhof – 30′ – Tulln Stadt – 60′ – St. Pölten Hbf                                                                                     | Ferenc József-vasút – Tullnerfelder Bahn                                                                                     |              |
| S45          | Wien Handelskai – 10′/15′/30′ – Wien Hütteldorf | Donauuferbahn – Vorortelinie                                                                                                 |              |
| S50          | Wien Westbahnhof – 15′ – Unter Purkersdorf – 30′ – Eichgraben-Altlengbach                                                                                | Westbahn |              |
| S60          | Bruck an der Leitha – 30′/60′ – Wien Hauptbahnhof – 60′ – Ebenfurth – 60′ – Wiener Neustadt Hbf                                                          | Ostbahn – Südbahn – Pottendorfer Linie                                                                                       |              |
| S80          | Wien Aspern Nord – 30′ – Wien Hauptbahnhof – 30′ – Wien Hütteldorf                                                                                       | Marchegger Ostbahn – Laaer Ostbahn – Verbindungsbahn                                                                         |              |

## Képgaléria

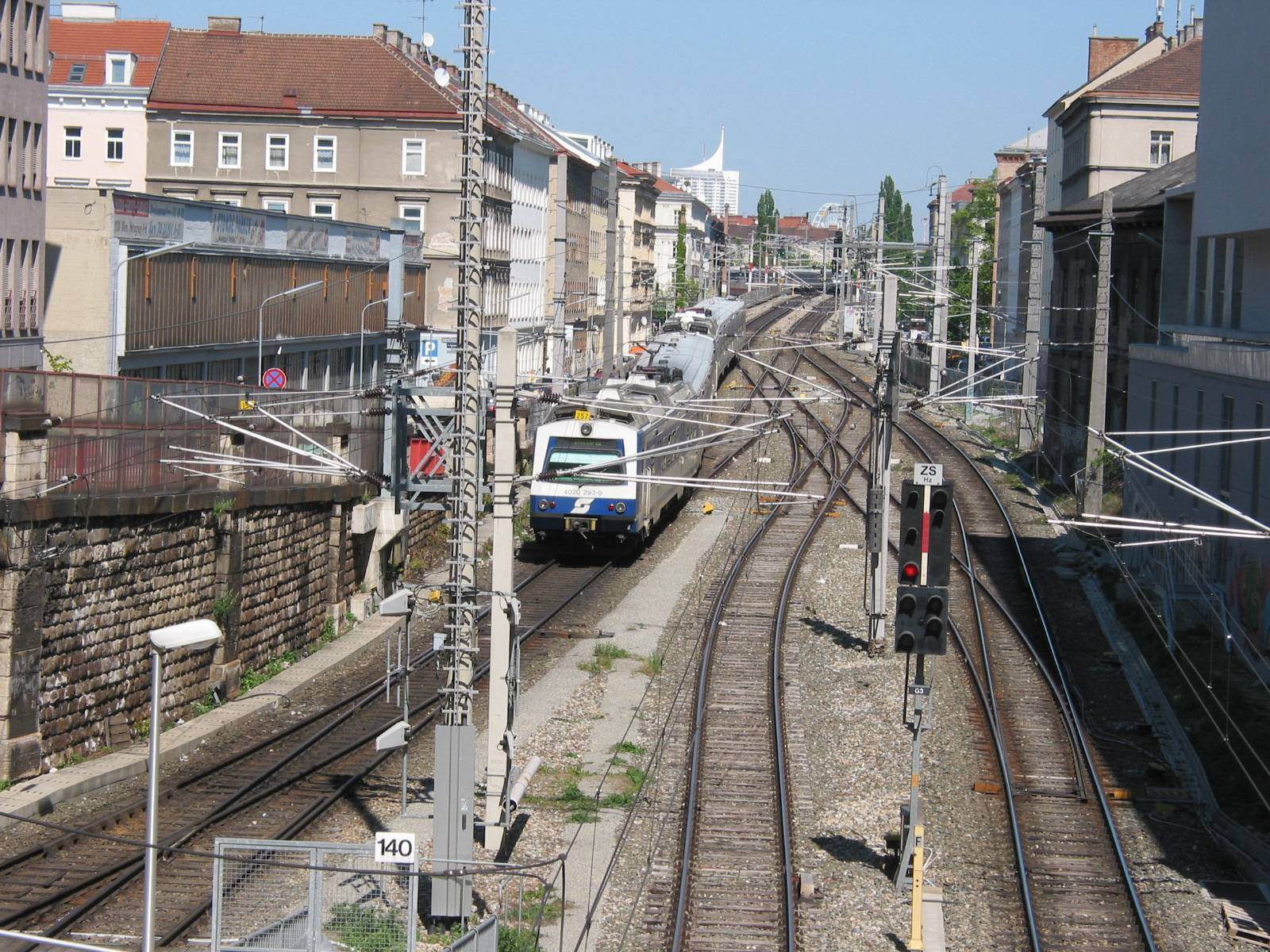
S-Bahn vonat Wien Mitte és Wien Praterstern között
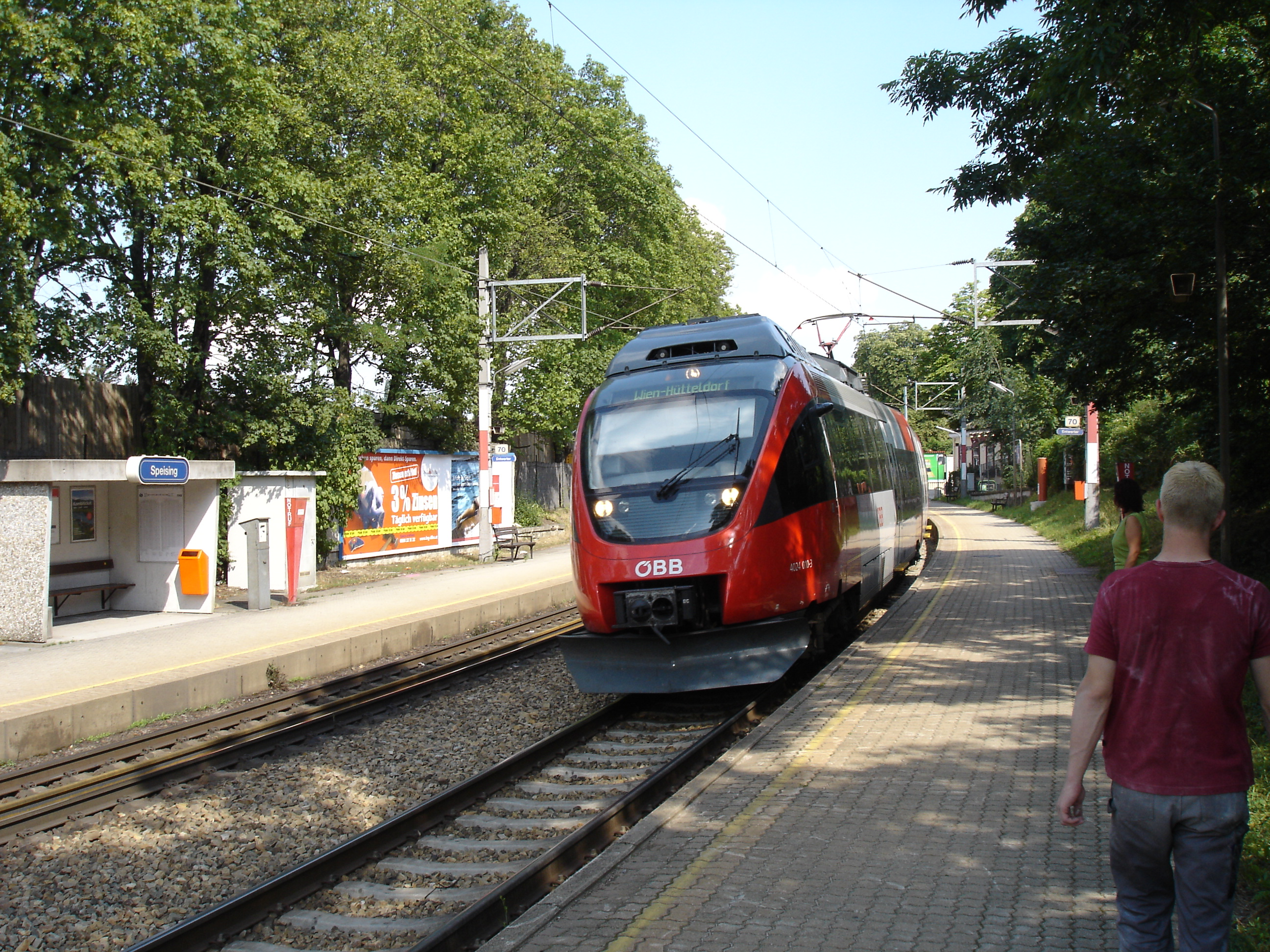
Speising
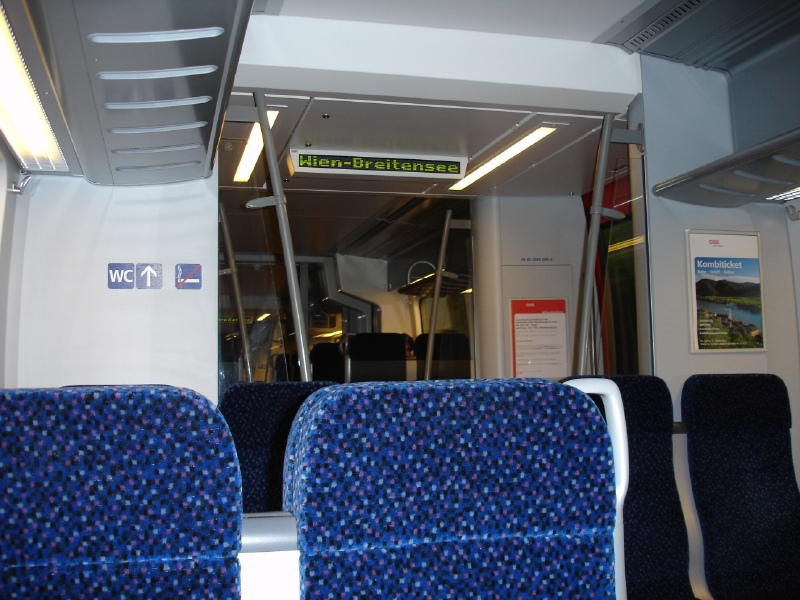
Egy S-Bahnon közlekedő Talent utastere
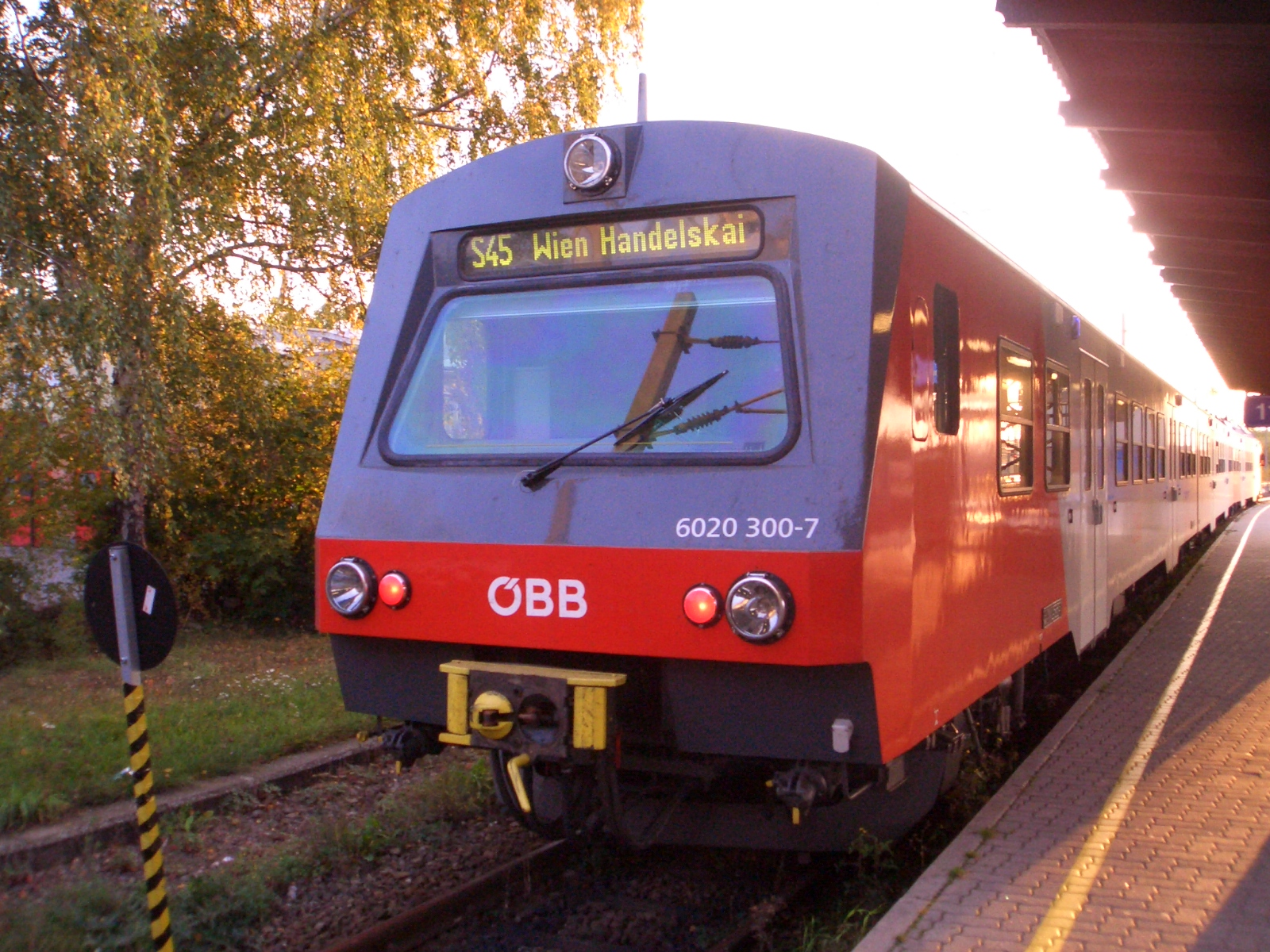
Wien Hütteldorf
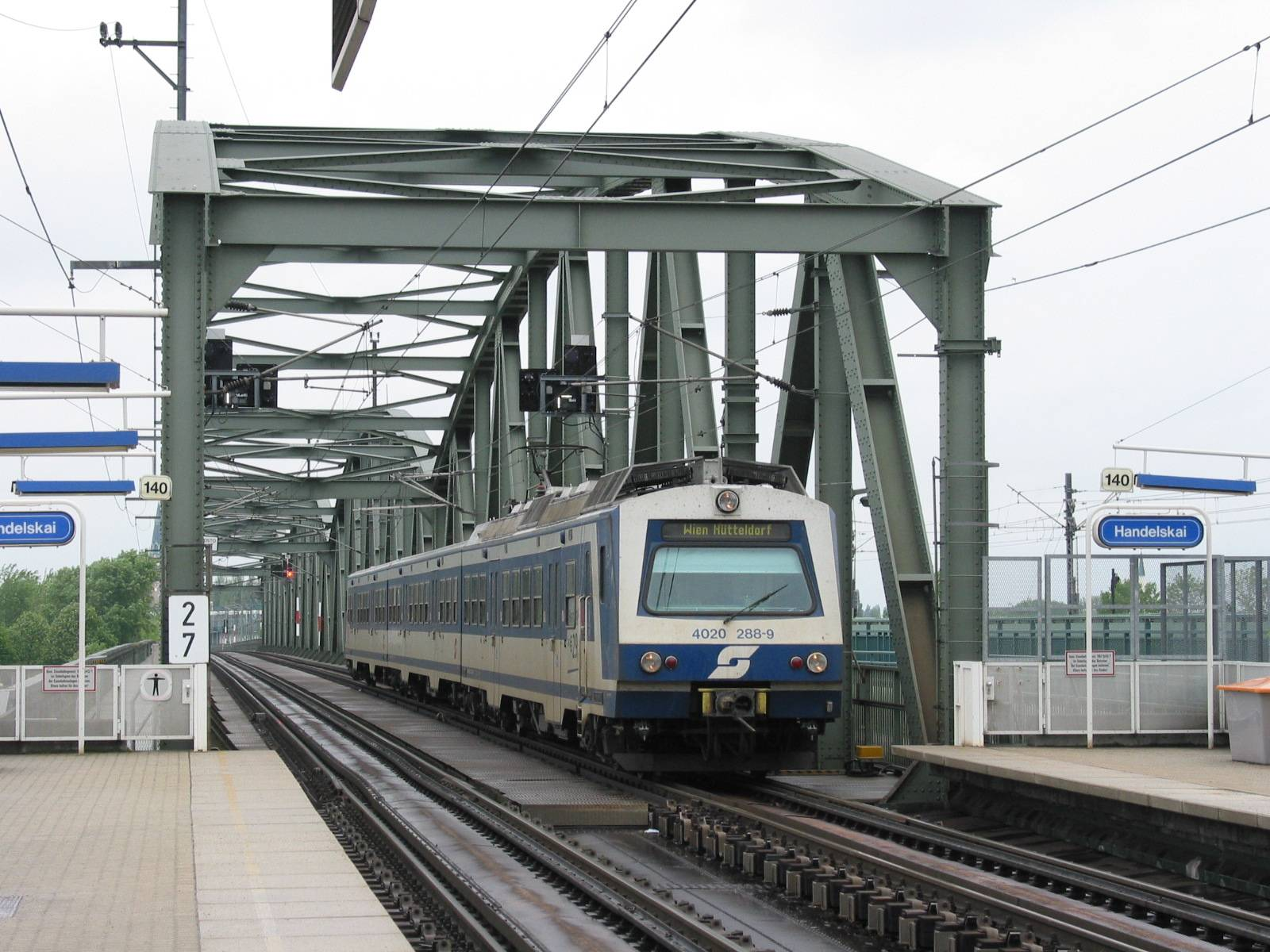
A Nordbahnbrücke
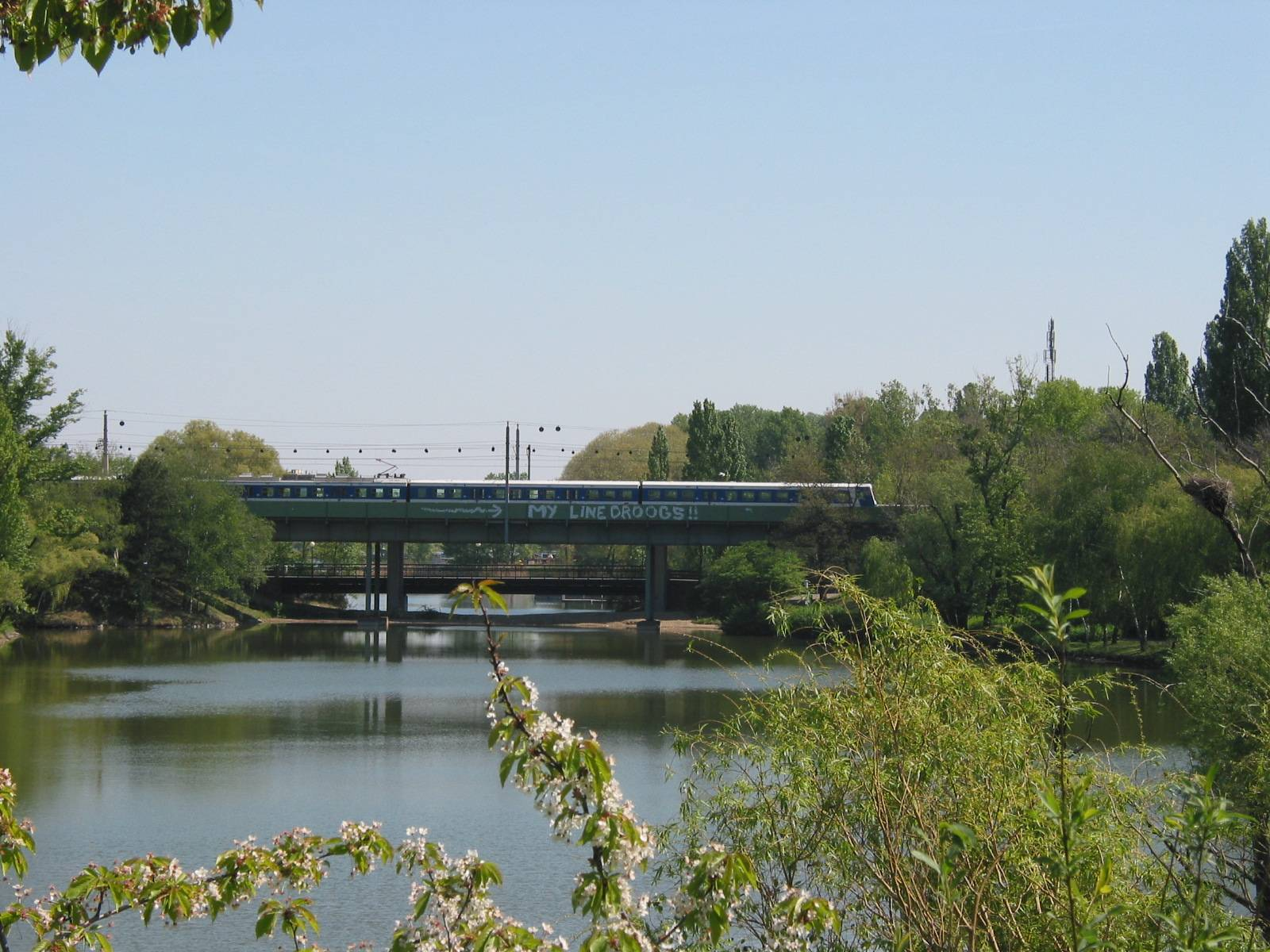
Egy S-Bahn szerelvény a Stammstrecke-én keresztül a Dunán Floridsdorfban
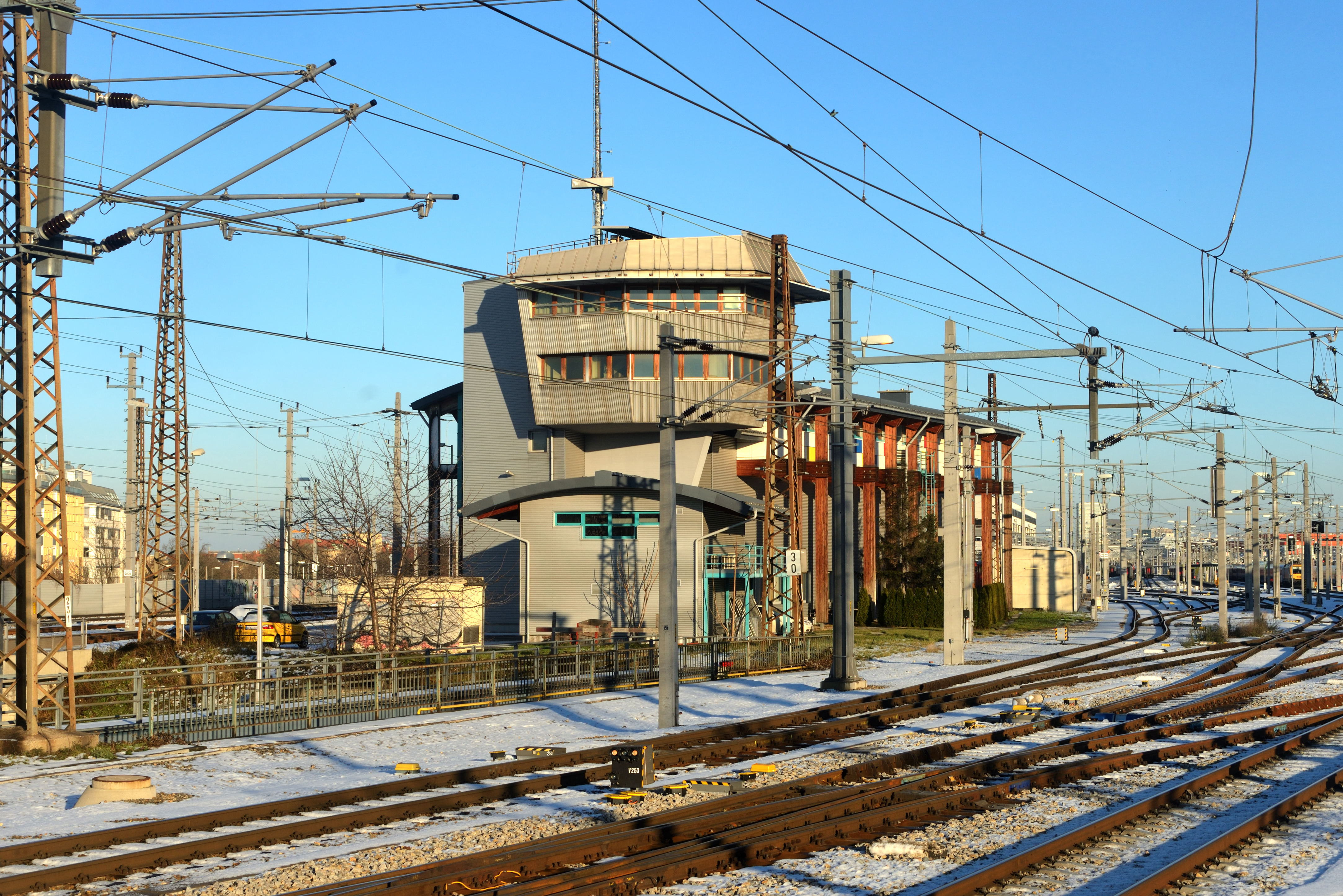
Matzleinsdorf központi jelzőállomás